# Terra Sancta Museum
O Terra Sancta Museum é uma rede de museus supervisionada pela Custódia da Terra Santa e localizada na Cidade Velha de Jerusalém. Suas origens remontam ao primeiro "Museu dos Padres Franciscanos", inaugurado em 1902 para expor os resultados das escavações arqueológicas realizadas na Terra Santa pelo Studium Biblicum Franciscanum. Hoje, ele reúne o Terra Sancta Museum-SBF Archaeological Museum, situado na Igreja da Flagelação, e o Terra Sancta Museum-Art and History, no Convento de São Salvador.

## Terra Sancta Museum-SBF Archaeological Museum
Sucessor do museu original estabelecido pelo Custódio Frediano Giannini, este estabelecimento é dedicado à História da Terra Santa e às origens do Cristianismo. Ele expõe as descobertas dos arqueólogos franciscanos do SBF, bem como coleções resultantes de legados e doações.
O museu está organizado em três alas:
- A sala imersiva "Via Dolorosa" apresenta ao público uma experiência multimídia que retrata em 15 minutos mais de 2000 anos da História de Jerusalém. Este espaço está localizado na zona arqueológica tradicionalmente identificada como a antiga fortaleza Antônia e o pretório de Pôncio Pilatos.[10]
- A ala Saller, nomeada em homenagem ao arqueólogo e primeiro diretor do museu da Flagelação, Frei Sylvester Saller, propõe um percurso centrado na vida de Jesus Cristo. Ela exibe um conjunto de vestígios descobertos em escavações realizadas em locais sagrados como Nazaré ou o local do Santo Sepulcro.Apresenta também uma coleção de achados arqueológicos que vão da Idade do Bronze ao período das Cruzadas.[11]
- A ala Corbo, nomeada em homenagem ao pesquisador e arqueólogo Frei Virgílio Corbo, é dedicada às instituições políticas e à vida cotidiana na época do Novo Testamento, assim como ao início do monaquismo na Terra Santa. Ela também expõe, no primeiro andar, vestígios epigráficos, lâmpadas a óleo bizantinas, coleções de objetos de bronze e vidro, assim como peças relacionadas às artes egípcia, cristã, judaica e islâmica.[4]

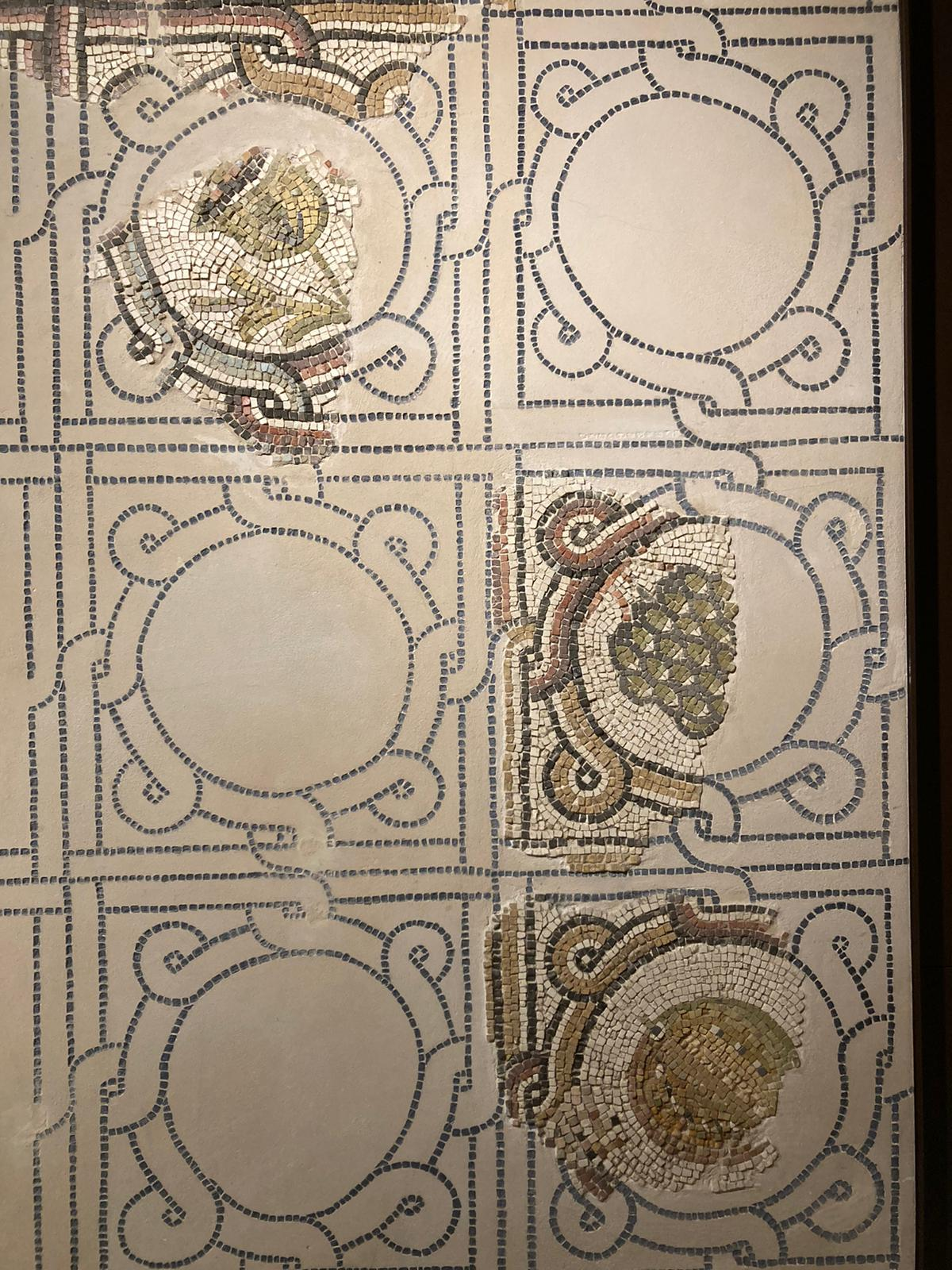
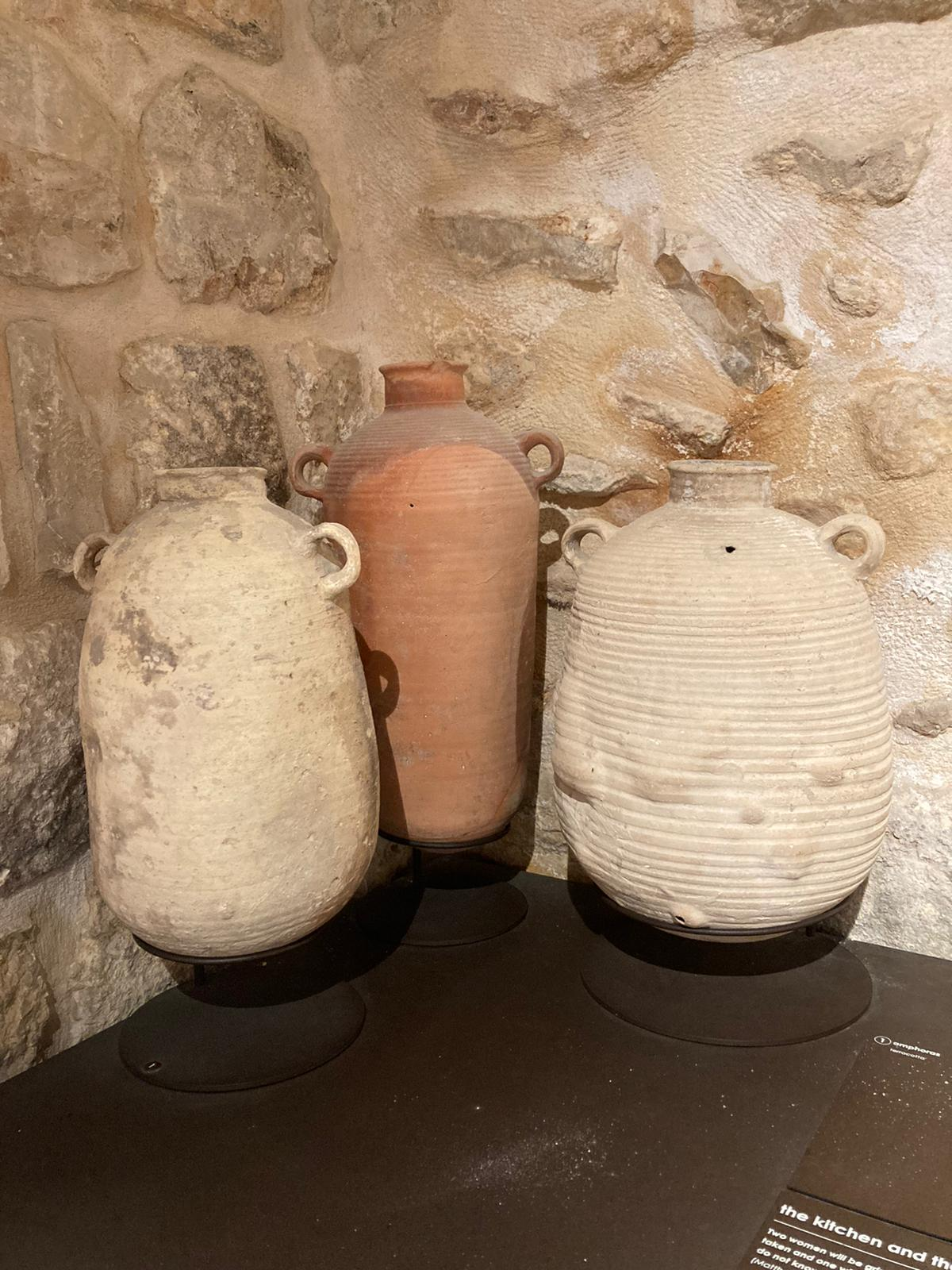
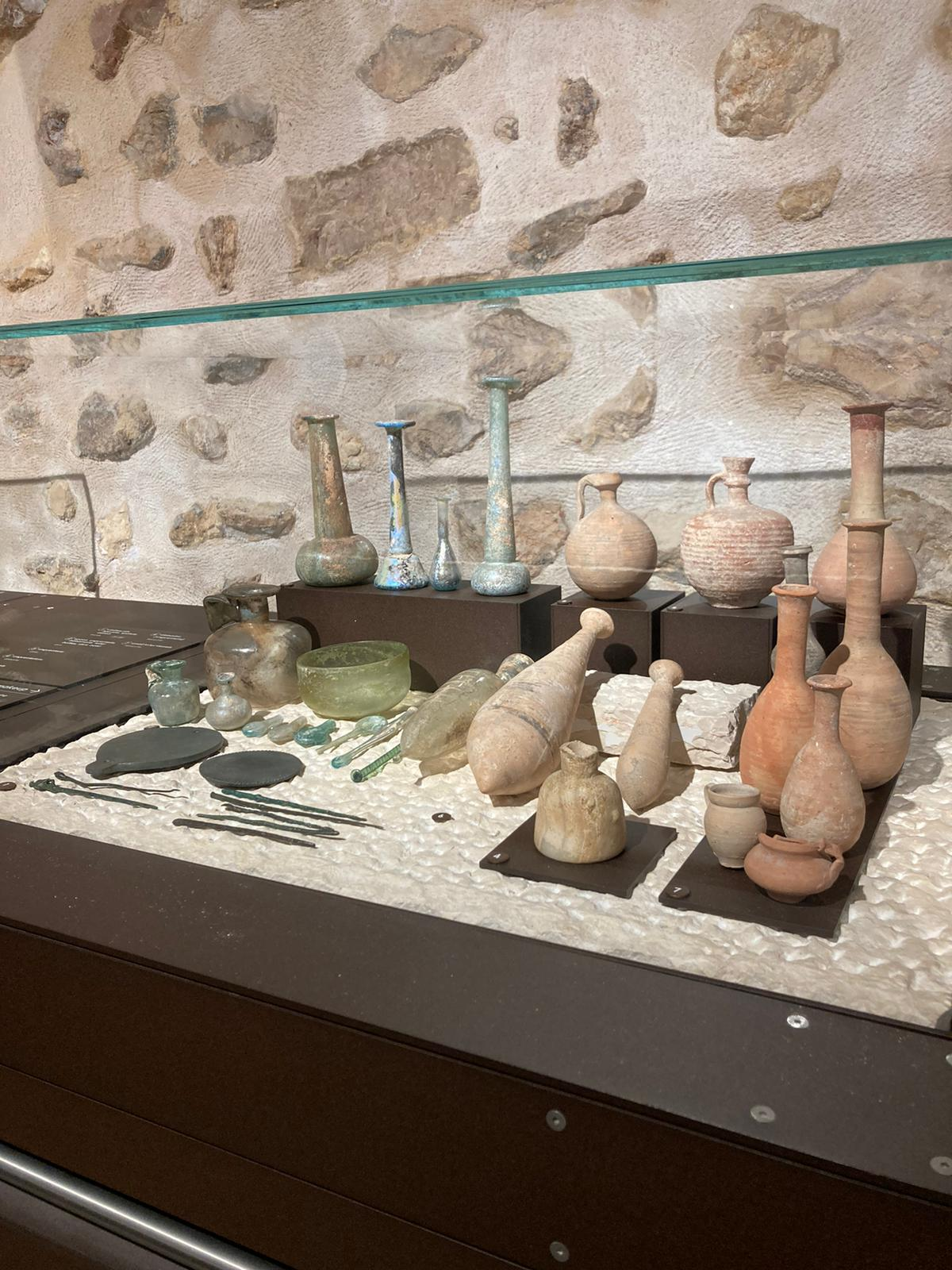
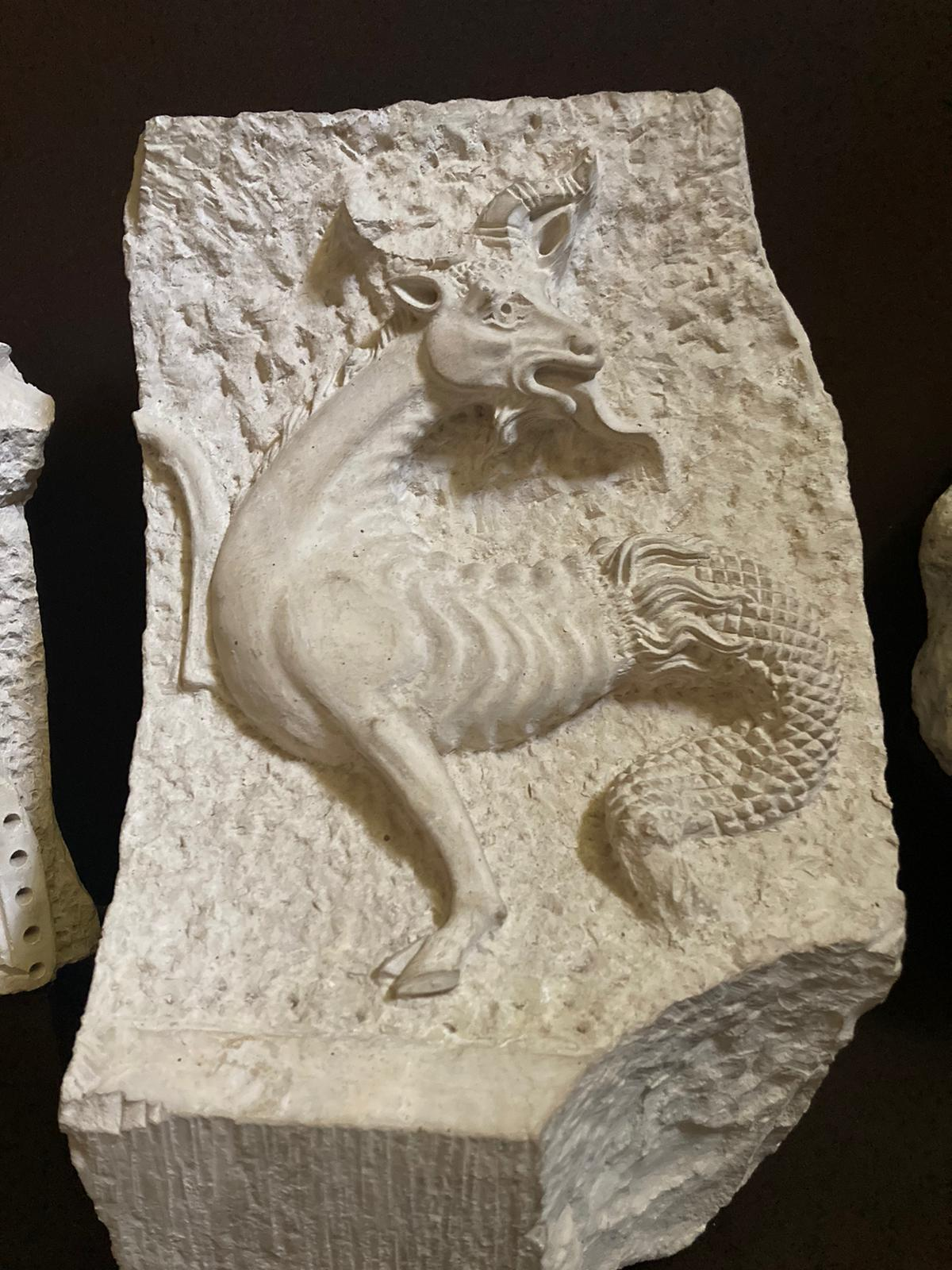
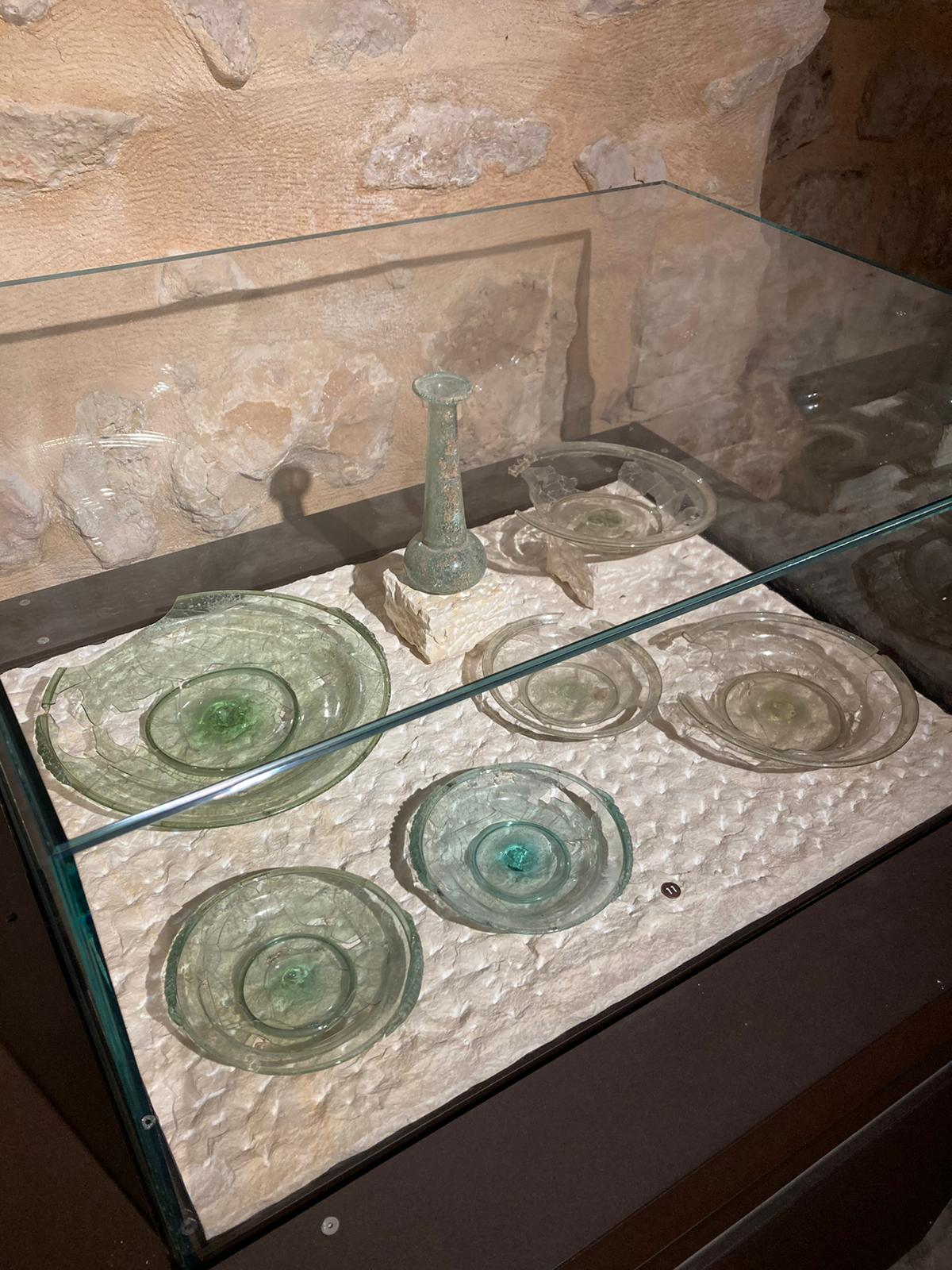
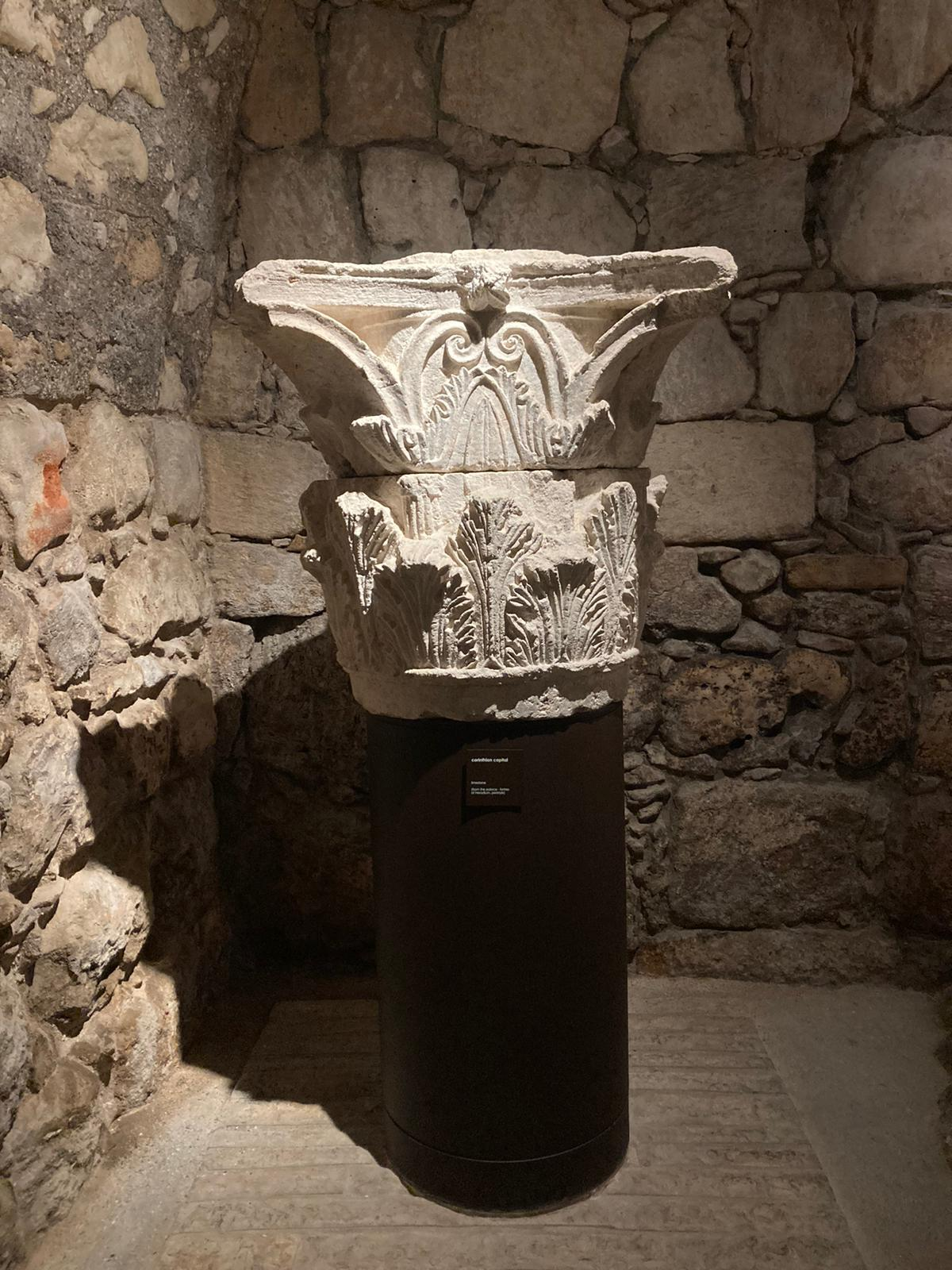

## Terra Sancta Museum-Art and History
Este museu está atualmente em construção no Convento de São Salvador, edifício situado no bairro cristão da Cidade Velha de Jerusalém. O projeto foi oficialmente iniciado em 10 de março de 2013 por Pierbattista Pizzaballa, então Custódio da Terra Santa. As obras começaram em 2018 e devem permitir a recepção do público em 2027.
O Terra Sancta Museum-Art and History exibirá o patrimônio artístico e cultural preservado pela Custódia da Terra Santa, desde a Idade Média até a época contemporânea. Suas coleções foram expostas em várias exposições internacionais apresentadas como prévias à abertura do museu em Jerusalém, notavelmente no Château de Versailles em 2013 e no Museu Calouste Gulbenkian de Lisboa em 2023.
O percurso será articulado em três seções:
- A seção sobre a arte cristã oriental exibirá ícones, obras têxteis, joias e obras em madrepérola. Esta parte do museu testemunhará a profundidade dos laços estabelecidos entre a Custódia da Terra Santa e a população local, assim como a riqueza de um artesanato palestiniano secular.[15]
- A seção sobre a História e as missões da Custódia da Terra Santa apresentará uma coleção relacionada à presença franciscana na Terra Santa desde o século XIII. Serão expostos objetos litúrgicos preciosos da época das Cruzadas[16], uma rica coleção de instrumentos da antiga farmácia do convento[17], documentos e manuscritos das archives da Custódia da Terra Santa, bem como um conjunto relacionado à Ordem do Santo Sepulcro.[18]
- A seção do "Tesouro do Santo Sepulcro" exibirá doações oferecidas à Custódia da Terra Santa por muitos soberanos católicos ao longo dos séculos. Este patrimônio único inclui peças de ourivesaria, paramentas[19] e mobiliário destinados ao uso litúrgico ou à ornamentação de espaços consagrados oferecidos por governantes como Filipe II da Espanha, Luís XIV de França, João V de Portugal, Carlos VII de Nápoles e Maria Teresa de Áustria.[14]

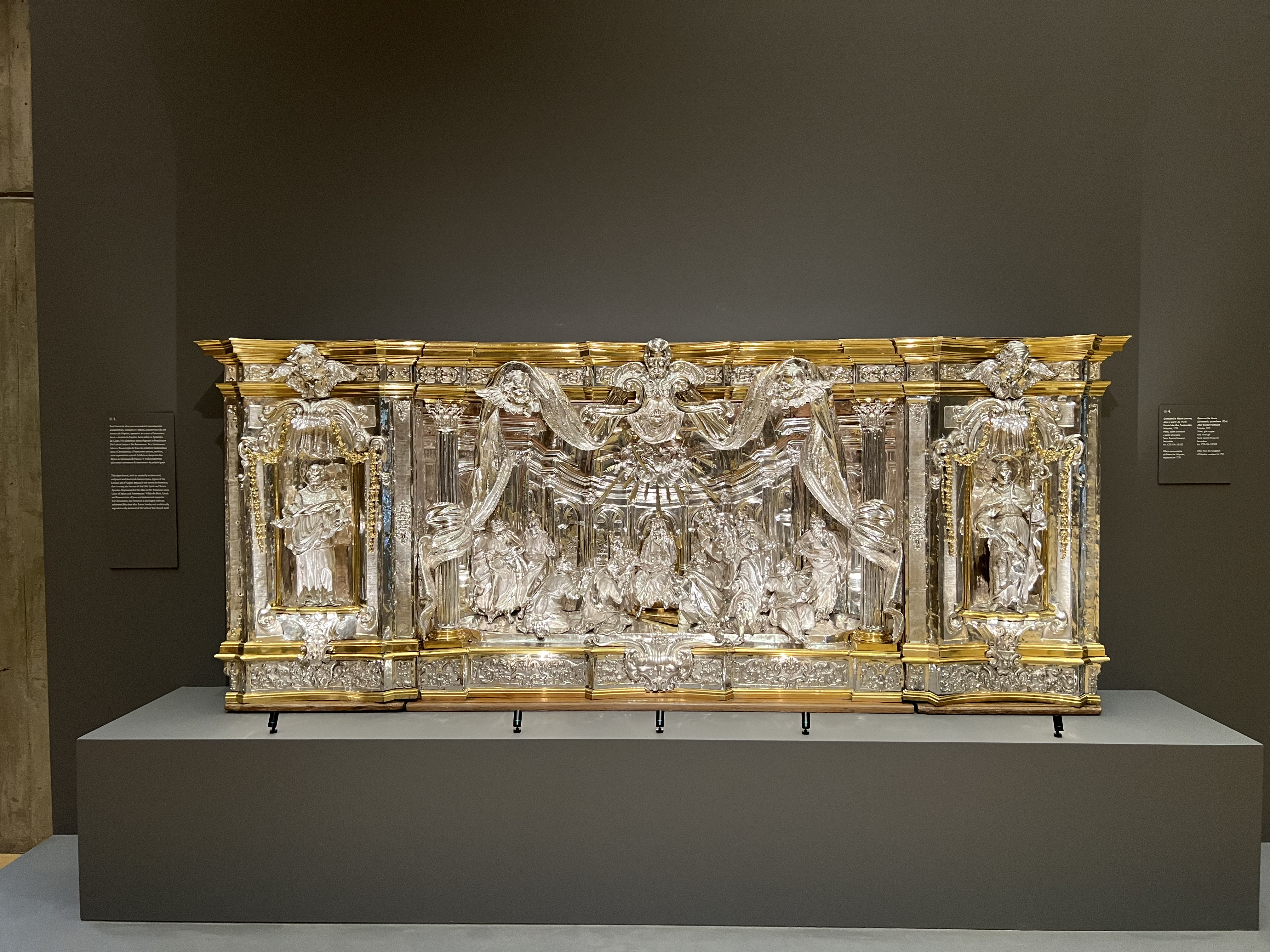
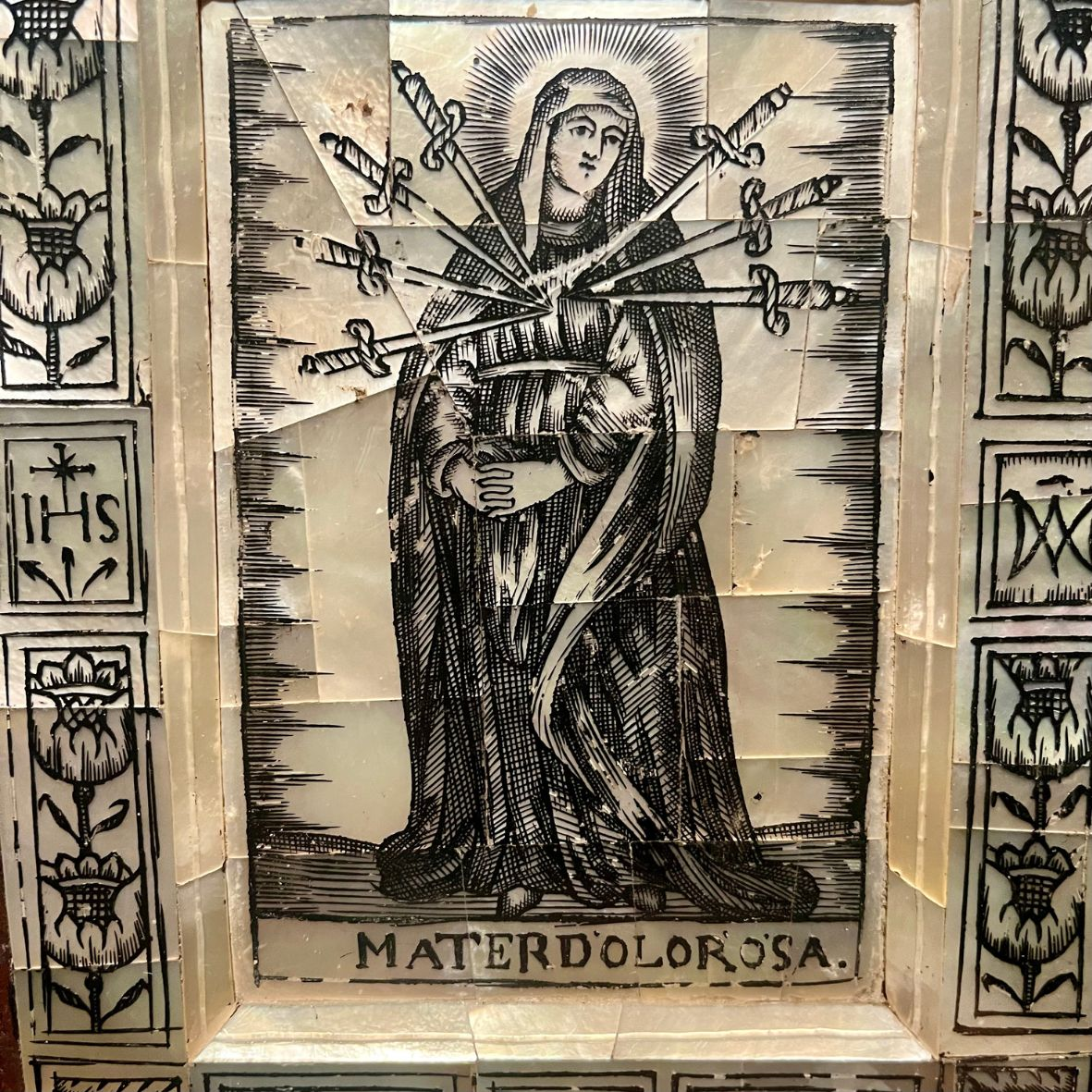
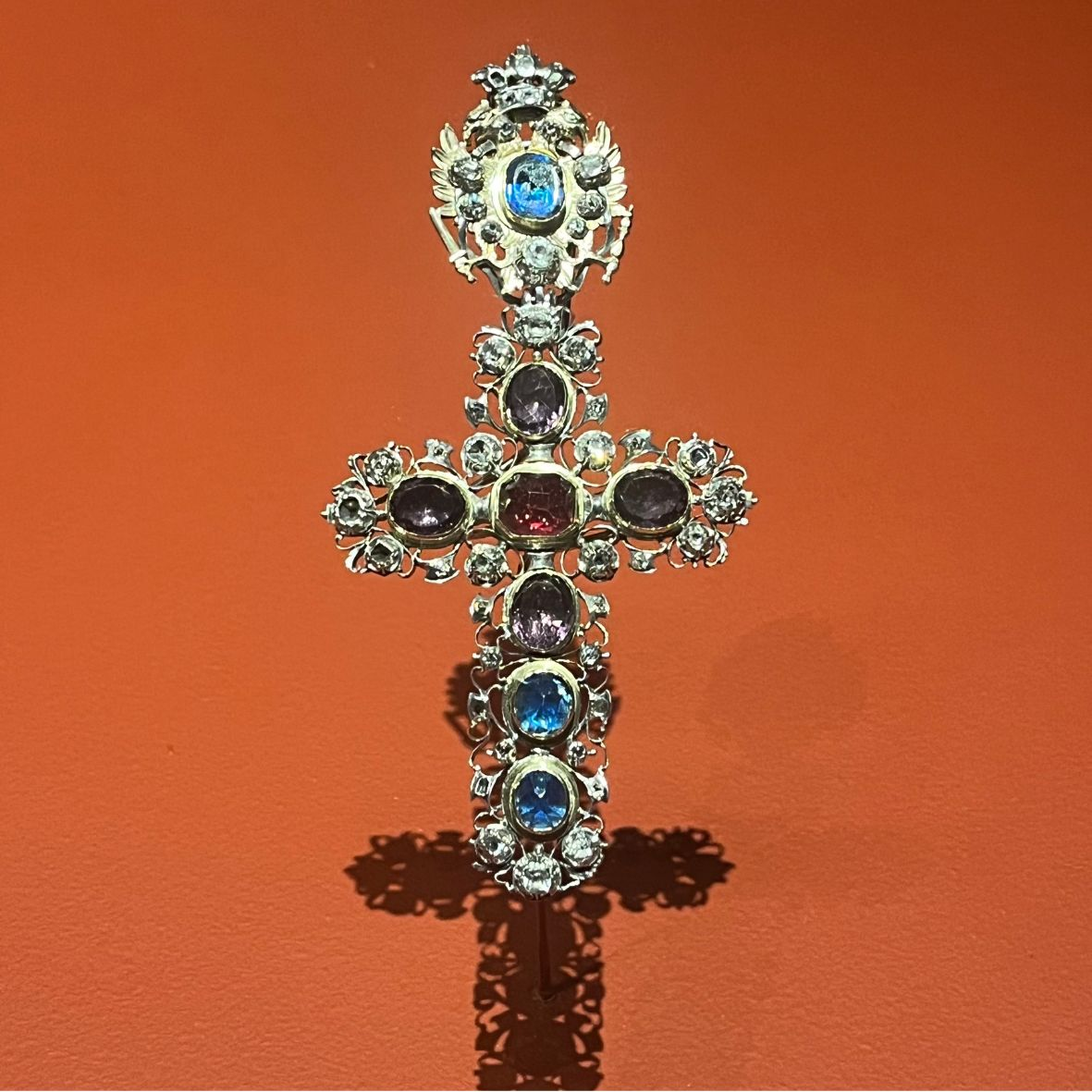
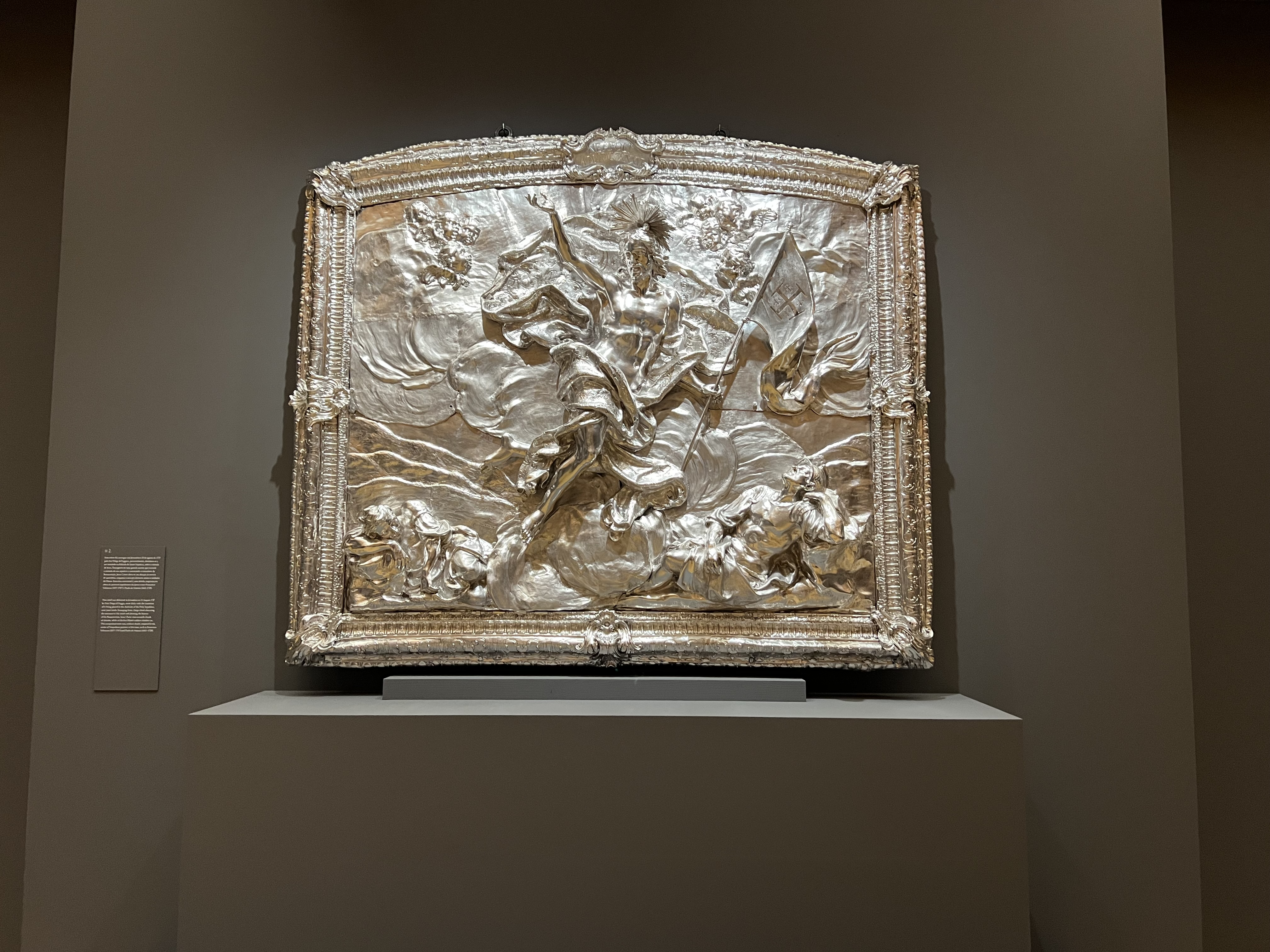
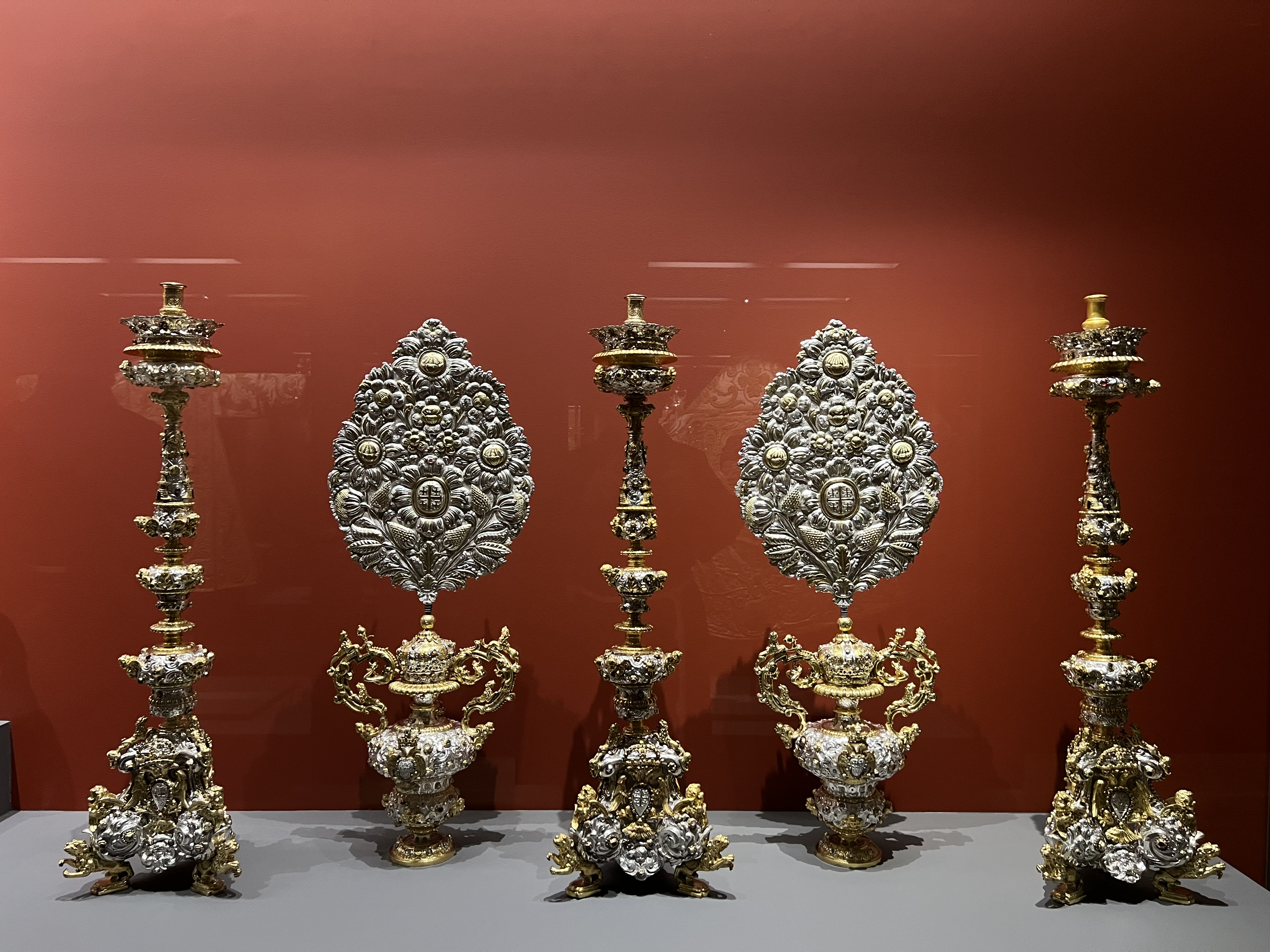
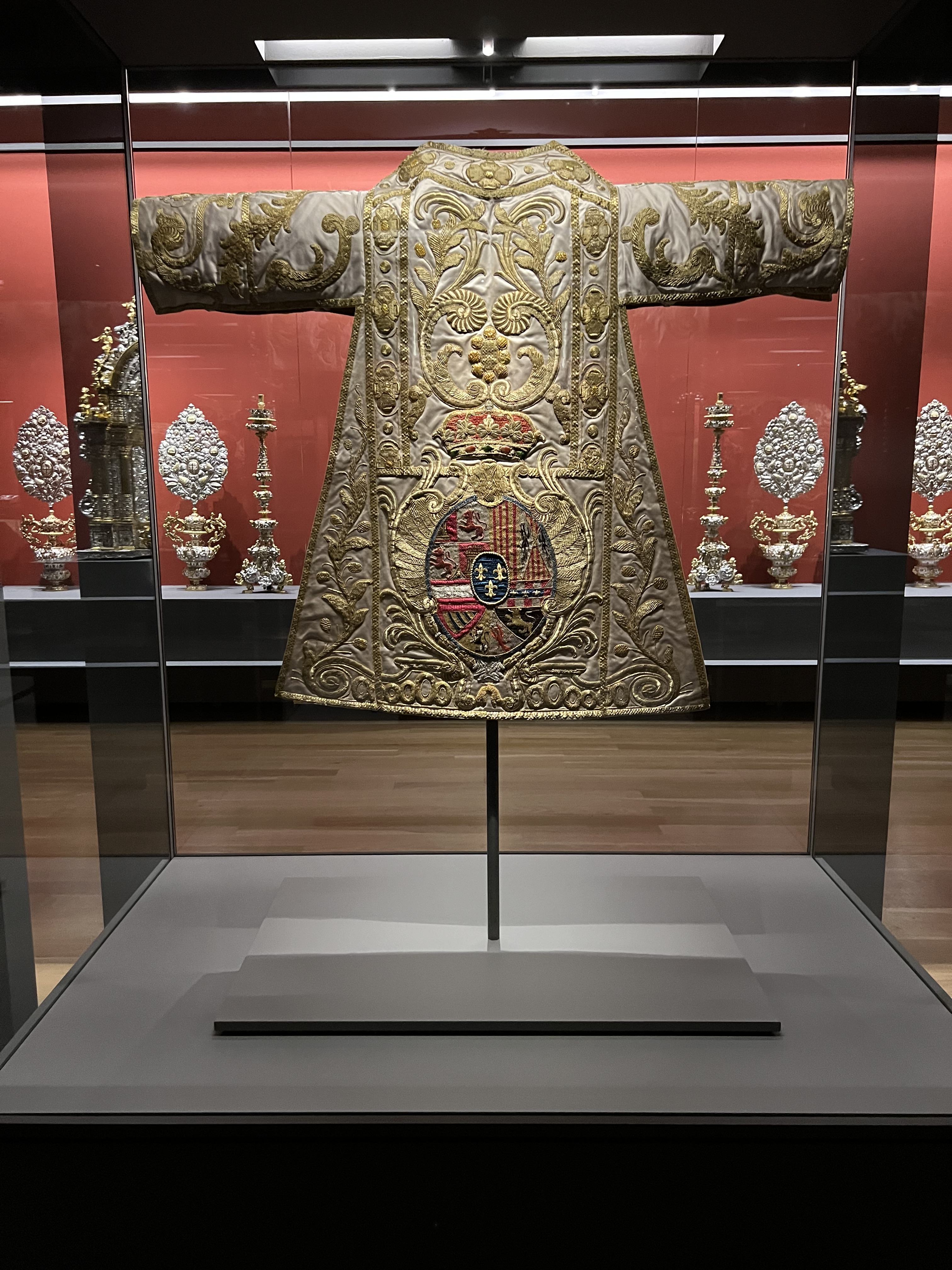

## Empréstimos e Colaborações do Terra Sancta Museum
- 1925: Esposizione Missionaria Vaticana, Cidade do Vaticano, Roma[20]
- 1992: Genova nell'Età Barocca, Galleria Nazionale di Palazzo Spinola Gênova, Itália
- 1995: Die Reise nach Jerusalem, Jüdische Gemeinde zu Berlin, Berlim, Alemanha[21]
- 1997: The Glory of Byzantium, Metropolitan Museum of Art, Nova York, Estados Unidos[22]
- 1997: Voir Jérusalem, Pèlerins, Conquérants, Voyageurs, Inalco, Paris, França[23]
- 1999: Knights of the Holy Land - The Crusader Kingdom of Jerusalem, Museu de Israel, Jerusalém[24]
- 2000: In Terrasanta. Dalla Crociata alla Custodia dei Luoghi Santi, Palazzo Reale, Milão, Itália[25]
- 2003: Il Medioevo europeo di Jacques Le Goff, Galleria Nazionale, Parma, Itália[26]
- 2005: Made In Belgium, Bruxelas, Bélgica[27]
- 2006: L'uomo del Rinascimento. Leon Battista Alberti e le Arti a Firenze tra Ragione e Bellezza, Palazzo Strozzi, Florença, Itália
- 2007: Dead Sea Scrolls & Birth of Christianity, Seul, Coreia do Sul[28]
- 2010: Une chapelle pour le roi, Château de Versailles, Versalhes, França[29]
- 2013: Trésor du Saint Sépulcre, Château de Versailles, Versalhes, França[30]
- 2014: Barocco dal Santo Sepolcro, Galleria Canesso, Lugano, Suíça[31]
- 2015: Hong Kong (Hadavar Yeshiva), Hadavar Yeshiva (for the Nations), Hong Kong
- 2015: L'arte di Francesco, Galleria dell'Accademia, Florença, Itália[32]
- 2016: Arte sacra contemporanea, Montevarchi, Itália[33]
- 2016: Jerusalem 1000–1400. Every people under heaven, Metropolitan Museum of Art, Nova York, Estados Unidos[34]
- 2017: Faces of Palmira in Aquileia, Museu Arqueológico Nacional, Aquileia, Itália[35]
- 2017: Chrétiens d’Orient, 2000 ans d’histoire, Institut du Monde Arabe, Paris, França[36]
- 2017: Souffle sur la création, Igreja de Saint Germain l'Auxerrois, Paris, França[37]
- 2019: The Radziwills. History and legacy of the princes, Museu Nacional, Vilnius, Lituânia[38]
- 2023: Treasures from Kings: Masterpieces from the Terra Sancta Museum, Museu Calouste Gulbenkian, Lisboa, Portugal[14]
- 2024: Tesouros de Xerusalén en Santiago. Doazóns reais á Custodia franciscana de Terra Santa, Fundación Cidade da Cultura de Galicia, Santiago de Compostela, Espanha[39]
- 2024: Il Tesoro Di Terrasanta. La bellezza del Sacro: l'Altare dei Medici e i doni dei Re, Museo Marino Marini, Florença, Itália[40]